# Pingasa aravensis
Pingasa aravensis är en fjärilsart som beskrevs av Louis Beethoven Prout 1916. Pingasa aravensis ingår i släktet Pingasa och familjen mätare. Inga underarter finns listade i Catalogue of Life.